# 장현규
장현규(張鉉奎, 1981년 8월 22일 ~ 2012년 8월 16일)는 대한민국의 전 축구 선수이다.

## 클럽 경력
전하초등학교, 현대중학교, 현대고등학교, 울산대학교를 졸업하고 2004년 대전 시티즌에 입단하였으며, 주전 자리를 확보해 팀의 핵심 선수로 활약하였다. 이후 2008년 포항 스틸러스로 이적하였고, 좋은 활약을 펼치며 팀의 FA컵 우승에 공헌하였다. 그 뒤 2009년 군 문제로 광주 상무에 입단했으며, 2011년 전역해 포항 스틸러스로 복귀하였다.
이후 2011년 K리그 승부조작 사건에 가담자로 연루되어 포항 스틸러스와 계약해지 되었고, 한국프로축구연맹으로부터 영구제명의 징계를 받았다.

## 사망
2012년 8월 16일 울산광역시에 있는 자택에서 숨진 채 발견되었으며, 일각에서는 자살 가능성을 제기하기도 했으나 부검 결과 심장병으로 인한 사망으로 밝혀졌다. 향년 32세
사망 이후 포항 스틸러스 시절 팀 동료였던 노병준이 자신의 페이스북을 통해 장현규의 죽음을 애도하는 글을 남겼다.

## 기록

### 클럽
2012년 1월 1일 기준
| 클럽     | 클럽             | 클럽     | 리그 | 리그 | 컵            | 컵            | 리그컵 | 리그컵 | 대륙   | 대륙   | 총계 | 총계 |
| 시즌     | 클럽             | 리그     | 출장 | 득점 | 출장          | 득점          | 출장   | 득점   | 출장   | 득점   | 출장 | 득점 |
| 대한민국 | 대한민국         | 대한민국 | 리그 | 리그 | 대한민국 FA컵 | 대한민국 FA컵 | 리그컵 | 리그컵 | 아시아 | 아시아 | 합계 | 합계 |
| -------- | ---------------- | -------- | ---- | ---- | ------------- | ------------- | ------ | ------ | ------ | ------ | ---- | ---- |
| 2004     | 대전 시티즌      | K리그    | 14   | 2    | 2             | 0             | 8      | 0      | -      | -      | 24   | 2    |
| 2005     | 대전 시티즌      | K리그    | 15   | 0    | 2             | 0             | 9      | 0      | -      | -      | 26   | 0    |
| 2006     | 대전 시티즌      | K리그    | 24   | 0    | 2             | 0             | 12     | 0      | -      | -      | 38   | 0    |
| 2007     | 대전 시티즌      | K리그    | 16   | 0    | 1             | 0             | 3      | 0      | -      | -      | 20   | 0    |
| 2008     | 포항 스틸러스    | K리그    | 20   | 1    | 4             | 0             | 2      | 0      | 2      | 0      | 28   | 1    |
| 2009     | 광주 상무 불사조 | K리그    | 26   | 3    | 1             | 0             | 3      | 0      | -      | -      | 30   | 3    |
| 2010     | 광주 상무 불사조 | K리그    | 21   | 0    | 2             | 0             | 0      | 0      | -      | -      | 23   | 0    |
| 2010     | 포항 스틸러스    | K리그    | 1    | 0    | 0             | 0             | 0      | 0      | -      | -      | 1    | 0    |
| 2011     | 포항 스틸러스    | K리그    | 2    | 0    | 0             | 0             | 3      | 0      | -      | -      | 5    | 0    |
| 합계     | 대한민국         | 대한민국 | 139  | 6    | 14            | 0             | 40     | 0      | 2      | 0      | 195  | 6    |
| 총 계    | 총 계            | 총 계    | 139  | 6    | 14            | 0             | 40     | 0      | 2      | 0      | 195  | 6    |